# Premis ATV 2005
Els VIII Premis ATV corresponents a 2005 foren entregats per l'Acadèmia de les Ciències i les Arts de Televisió d'Espanya el 28 d'abril de 2006 en una cerimònia celebrada a l'Escola de Cinema i Audiovisual de Madrid (ECAM) a la Ciudad de la Imagen. Fou presentada per Lorena Berdún, El Gran Wyoming, Marta Fernández Vázquez i Juan Ramón Lucas i per primer cop en vuit anys no fou retransmesa per cap cadena de televisió, ja que TVE no la va voler emetre per discrepàncies amb l'organització i la baixa audiència.

## Guardonats
| Categoria                                 | Programa                           | Persona                    | Resultat   |
| ----------------------------------------- | ---------------------------------- | -------------------------- | ---------- |
| Interpretació Masculina                   | Aída                               | Paco León                  | Guanyador  |
| Interpretació Masculina                   | El Comisario                       | Fernando Valverde          | Nominat    |
| Interpretació Masculina                   | Cuéntame cómo pasó                 | Imanol Arias               | Nominat    |
| Interpretació Femenina                    | Aquí no hay quien viva             | Mariví Bilbao              | Guanyadora |
| Interpretació Femenina                    | Cuéntame cómo pasó                 | Ana Duato                  | Nominada   |
| Interpretació Femenina                    | 7 vidas                            | Anabel Alonso              | Nominada   |
| Comunicador de Programes d'Entreteniment  | Buenafuente                        | Andreu Buenafuente         | Guanyador  |
| Comunicador de Programes d'Entreteniment  | Punto y medio                      | Juan y Medio               | Nominat    |
| Comunicador de Programes d'Entreteniment  | Operación Triunfo i Allá tú        | Jesús Vázquez              | Nominat    |
| Comunicadora de Programes d'Entreteniment | Noche Hache                        | Eva Hache                  | Guanyadora |
| Comunicadora de Programes d'Entreteniment | Las cerezas                        | Julia Otero                | Nominada   |
| Comunicadora de Programes d'Entreteniment | ¡Mira quién baila! i Corazón de... | Anne Igartiburu            | Nominada   |
| Comunicador de Programes Informatius      | Antena 3 Noticias                  | Matías Prats               | Guanyador  |
| Comunicador de Programes Informatius      | Noticias Cuatro                    | Iñaki Gabilondo            | Nominat    |
| Comunicador de Programes Informatius      | Telediario                         | Lorenzo Milá               | Nominat    |
| Comunicadora de Programes Informatius     | Telediario                         | Ana Blanco                 | Guanyadora |
| Comunicadora de Programes Informatius     | Informativos Telecinco             | Àngels Barceló             | Nominada   |
| Comunicadora de Programes Informatius     | 59 segundos                        | Mamen Mendizábal           | Nominada   |
| Programa de Ficció                        | 7 vidas                            | 7 vidas                    | Guanyador  |
| Programa de Ficció                        | Aquí no hay quien viva             | Aquí no hay quien viva     | Nominat    |
| Programa de Ficció                        | Cuéntame cómo pasó                 | Cuéntame cómo pasó         | Nominat    |
| Programa d'Entreteniment                  | Camera Café                        | Camera Café                | Guanyador  |
| Programa d'Entreteniment                  | Buenafuente                        | Buenafuente                | Nominat    |
| Programa d'Entreteniment                  | Noche Hache                        | Noche Hache                | Nominat    |
| Programa Informatiu                       | Madrid directo                     | Madrid directo             | Guanyador  |
| Programa Informatiu                       | 59 segundos                        | 59 segundos                | Nominat    |
| Programa Informatiu                       | Informe semanal                    | Informe semanal            | Nominat    |
| Programa Infantil                         | El conciertazo                     | El conciertazo             | Guanyador  |
| Programa Infantil                         | Art Attack                         | Art Attack                 | Nominat    |
| Programa Infantil                         | Los Lunnis                         | Los Lunnis                 | Nominat    |
| Programa Documental                       | Al filo de lo imposible            | Al filo de lo imposible    | Guanyador  |
| Programa Documental                       | Redes                              | Redes                      | Nominat    |
| Programa Autonòmic d'Entreteniment        | Cifras y letras                    | Cifras y letras            | Guanyador  |
| Programa Autonòmic d'Entreteniment        | Punto y Medio                      | Punto y Medio              | Nominat    |
| Programa Autonòmic Informatiu             | Madrid directo                     | Madrid directo             | Guanyador  |
| Programa Autonòmic Informatiu             | Buenos días, Madrid                | Buenos días, Madrid        | Nominat    |
| TV Movie                                  | Las cerezas del cementerio         | Las cerezas del cementerio | Guanyador  |
| TV Movie                                  | El Camino de Víctor                | El Camino de Víctor        | Nominat    |
| TV Movie                                  | Viure sense por                    | Viure sense por            | Nominat    |
| Dirección                                 | Cuéntame cómo pasó                 | Cuéntame cómo pasó         | Guanyador  |
| Dirección                                 | Aquí no hay quien viva             | Aquí no hay quien viva     | Nominat    |
| Dirección                                 | Buenafuente                        | Buenafuente                | Nominat    |
| Realización                               | Cuéntame cómo pasó                 | Cuéntame cómo pasó         | Guanyador  |
| Producción                                | Cuéntame cómo pasó                 | Cuéntame cómo pasó         | Guanyador  |
| Producción                                | El comisario                       | El comisario               | Nominat    |
| Producción                                | España directo                     | España directo             | Nominat    |
| Guion                                     | Camera Café                        | Camera Café                | Guanyador  |
| Guion                                     | Aquí no hay quien viva             | Aquí no hay quien viva     | Nominat    |
| Guion                                     | Noche Hache                        | Noche Hache                | Nominat    |
| Canal Temático                            | Canal de Historia                  | Canal de Historia          | Guanyador  |
| Premio Especial a toda una vida           | Jesús Hermida                      | Jesús Hermida              | Guanyador  |